# Emmerborn
Emmerborn ist ein am 1. Januar 1973 nach Wangelnstedt eingemeindetes Dorf im Landkreis Holzminden in Niedersachsen. Es liegt am Holzberg. 
Die neuzeitliche Gründung des Ortes erfolgte 1539 unter Heinrich II. Nach Letzner bestand der Ort an gleicher Stelle bereits im Mittelalter, wurde jedoch in einer Fehde zwischen den Edelherren von Homburg und den Herren von Luthardessen zerstört und lag dann länger als ein Jahrhundert wüst.
Während seiner Zugehörigkeit zum Herzogtum Braunschweig wurde es vom Amt Wickensen aus verwaltet.
Das Wappen ist blau. Es zeigt einen Ziehbrunnen mit goldenem Eimer. Da der Ort abseits von Fließgewässern angelegt wurde, war er auf Brunnenwasser angewiesen.